# St. Blasius (Katzenbach)

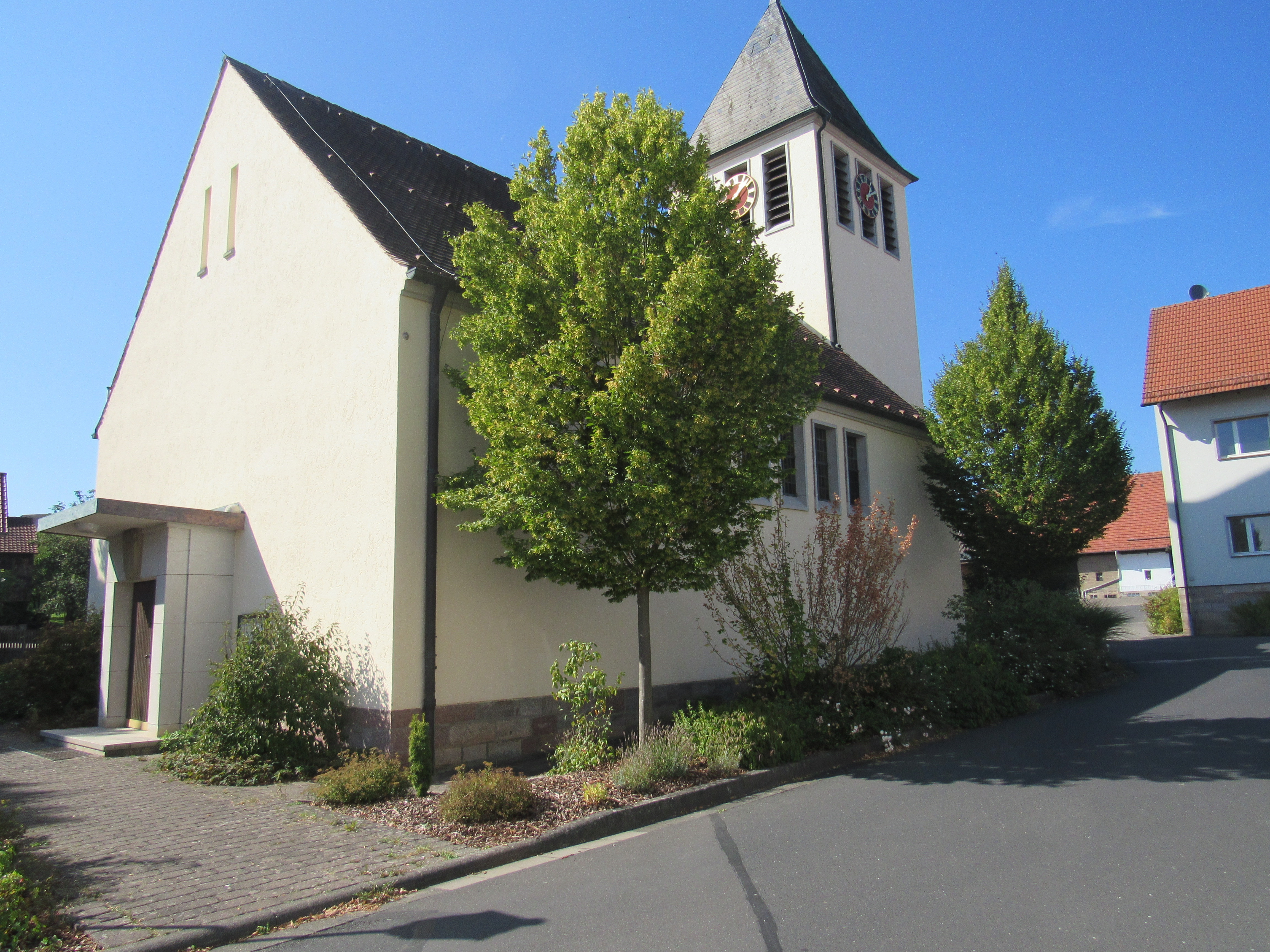
Kirche in Katzenbach

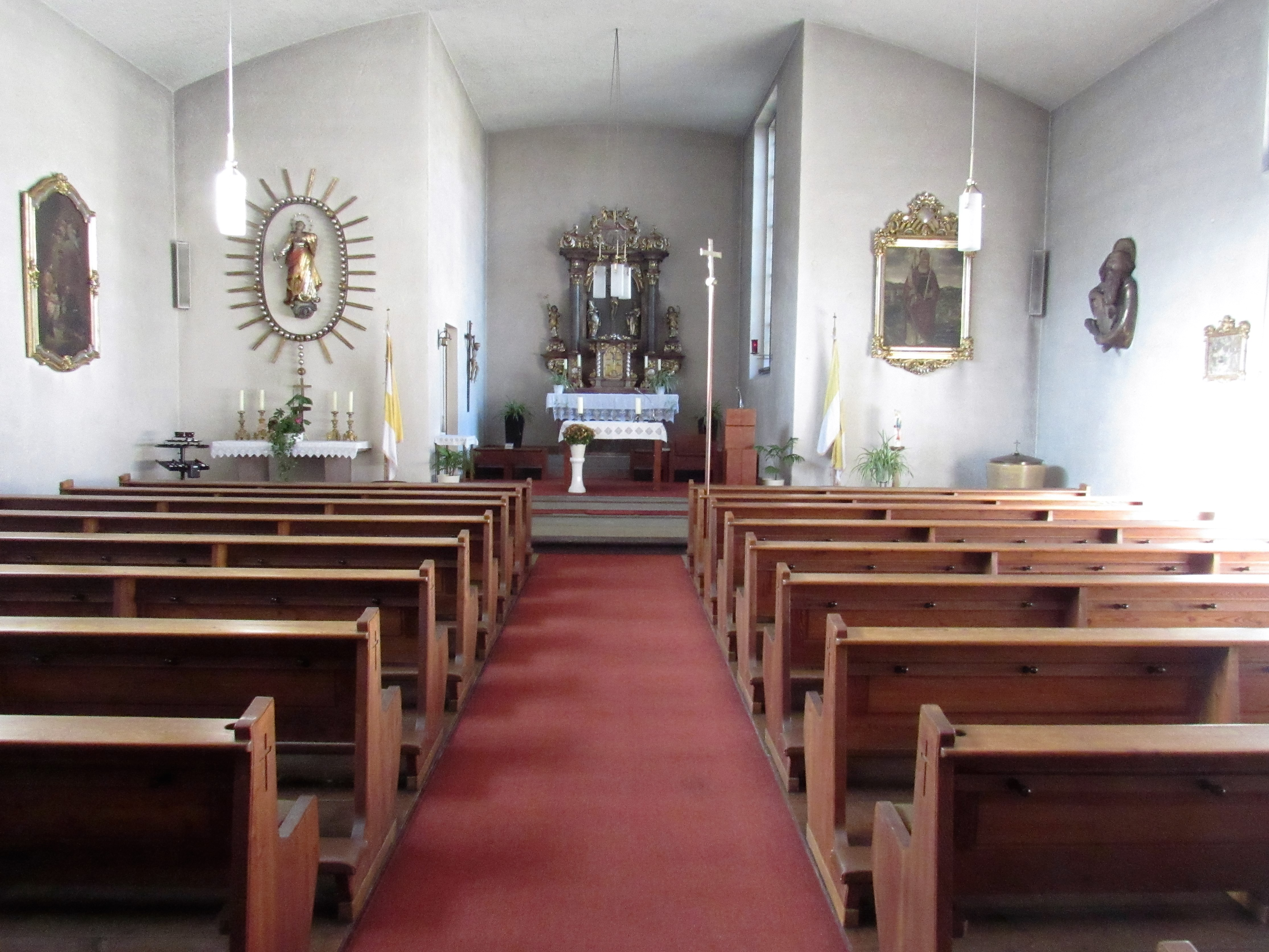
Innenraum der Kirche

Die römisch-katholische Kirche St. Blasius befindet sich in Katzenbach, einem Ortsteil des in Unterfranken gelegenen Ortes Burkardroth und ist dem hl. Blasius von Sebaste geweiht.

## Geschichte
Der erste Kirchenbau von Katzenbach entstand im Jahr 1714; das Holz dafür bekam der Ort aus dem Wald des Fürstbischofs, da Katzenbach über keinen eigenen Waldbesitz verfügte. Ebenfalls 1714 wurde die Kirchenglocke gegossen, die jetzt im Leichenhaus hängt. Die Bad Windsheimer Schnitzerfamilie Johann und Hans Georg Blenk fertigte Anfang des 17. Jahrhunderts den im Rokoko-Stil gestalteten Hochaltar an, der möglicherweise über das Kloster Frauenroth nach Katzenbach kam.
Als diese erste Katzenbacher Kirche sich als zu klein für die wachsenden Anforderungen erwies, wurde im Jahr 1912 ein Kirchenbauverein gegründet. Bedingt durch die Weltwirtschaftskrise von 1928 und die Währungsreform von 1948 kam es erst im Jahr 1956 zum Bau der heutigen, dem hl. Blasius von Sebaste geweihten St.-Blasius-Kirche. Die Kirche wurde fast ausschließlich durch Spenden der Katzenbacher Bevölkerung finanziert; die Einweihung erfolgte am 15. August 1956 durch Generalvikar Dr. Fuchs. Der Hochaltar aus dem Vorgängerkirchenbau wurde in die St.-Blasius-Kirche übernommen, musste beim Neubau aber wegen seiner Maße zurückgebaut werden.
Unterhalb des Altarbildes befindet sich ein Antependium, das sowohl an der Vorder- als auch an der Rückseite bemalt ist. Die Vorderseite stellt die Frankenapostel Kilian, Kolonat und Totnan dar, während die Rückseite, die in der Fastenzeit zu sehen ist, die schmerzhafte Mutter Gottes zeigt.
Die Kirche hat seit dem Jahr 1962 zusammen mit einer 1927 von Waldfenster erworbenen Glocke aus dem 14. Jahrhundert ein dreistimmiges Geläut mit den Tönen c´´, es´´ und fis´´.